# Langener Zeitung
Die Langener Zeitung war eine Lokalzeitung in der hessischen Stadt Langen. Sie wurde 1949 gegründet und erschien zweimal wöchentlich. Nach der Übernahme durch den Verlag der Offenbach-Post entwickelte sie sich zum Kopfblatt, das am 30. Dezember 2023 letztmals unter diesem Namen erschien.

## Geschichte

### Vorgeschichte
Die Buchdruckerei Kühn in der Darmstädter Straße 26 gründete 1885 den Allgemeinen Anzeiger für Langen und Umgebung. Bereits seit 1861 erschien das Langener Wochenblatt, gegründet von der Firma Werner an der Frankfurter Straße. Beide Blätter wurden 1936 unter der NS-Diktatur zwangsvereinigt. Die Druckerei Kühn führte sie weiter, bis sie 1940 ihr Erscheinen einstellen mussten.

### 1948

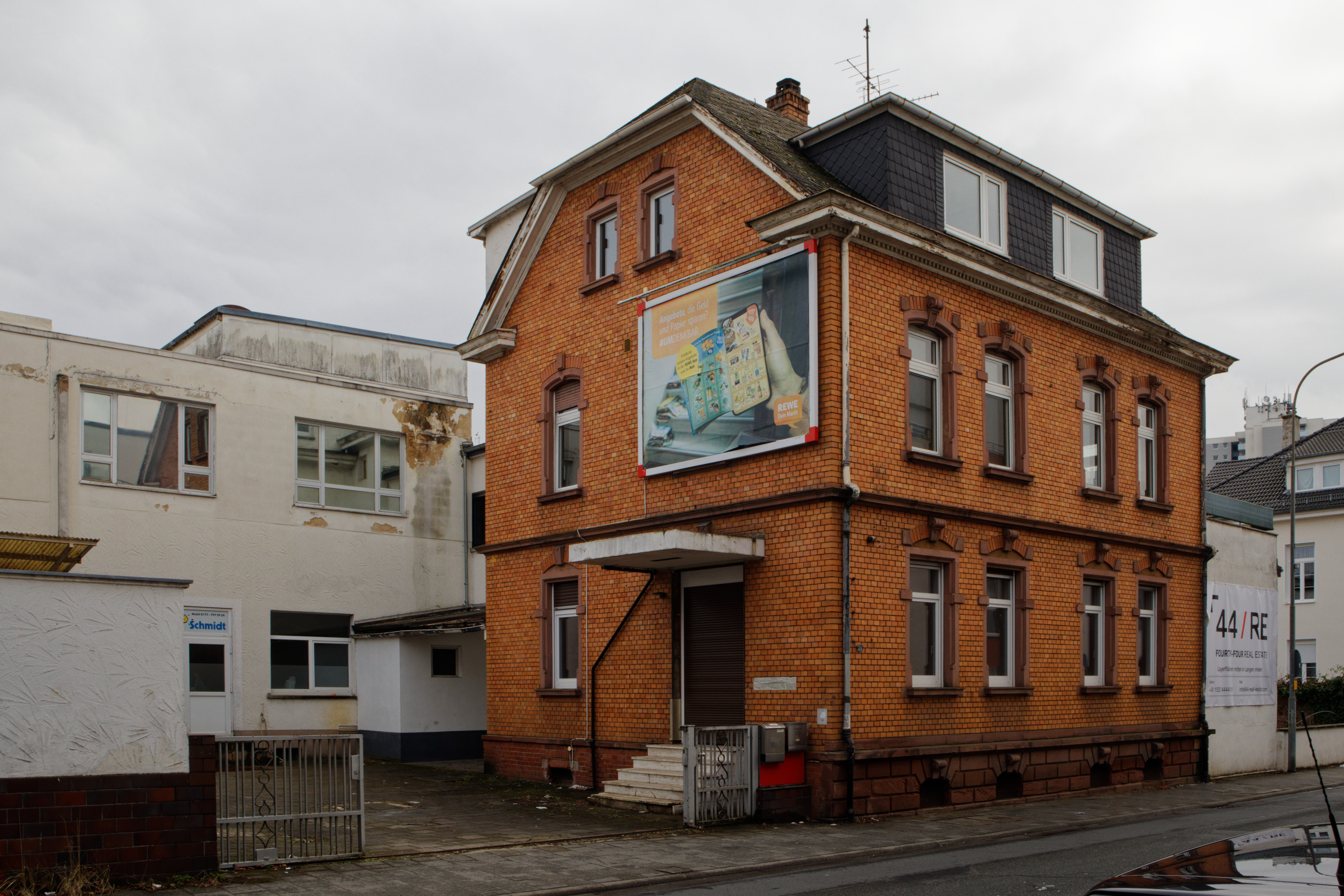
Ehemaliges Gebäude der Druckerei Kühn in Langen (Hessen)

Nach dem Zweiten Weltkrieg rief die Buchdruckerei Kühn das Langener Anzeigenblatt ins Leben. Es erschien erstmals am 9. Juli 1948. Dazu bedurfte es einer Genehmigung des Regierungspräsidenten Darmstadt, die unter der Nummer B 86 erteilt wurde. Das Verbreitungsgebiet umfasste laut Untertitel die Stadt Langen und die Gemeinden Egelsbach, Dreieichenhain, Götzenhain und Offenthal. Das Anzeigenblatt enthielt amtliche Bekanntmachungen sowie Vereins-, Geschäfts-, Familien- und Kleinanzeigen. Als Herausgeber zeichnete Friedrich Schädlich verantwortlich. Das Blatt sah sich „dem Dienst an unserer engeren Heimat“ verpflichtet, wie der Herausgeber auf der Titelseite der ersten Nummer schrieb.
Das Langener Anzeigenblatt erschien wöchentlich freitags zum Einzelpreis von 10 D-Pfennig. Es konnte auch zum Preis von monatlich 40 Pfennig abonniert werden. Die Geschäftsstelle war in der Darmstädter Straße 26, dem Sitz der Druckerei. Die ersten Ausgaben umfassten vier bis sechs Seiten.

### 1949 bis 1988
Das Inkrafttreten des hessischen Landespressegesetzes im Jahr 1949 eröffnete die Möglichkeit, die Langener Zeitung (LZ) herauszugeben. Die erste Nummer erschien am Freitag, 29. Juli 1949, mit acht Seiten. Die LZ nannte sich im Untertitel „Heimatblatt für die Stadt Langen und den Dreieichgau“. Darunter standen die Hinweise „Allgemeiner Anzeiger“ und „Amtsverkündungsblatt der Behörden“. Zum inhaltlichen Profil gehörten neben Inseraten und Bekanntmachungen auch „Nachrichten aus Fern und Nah, Abhandlungen aus der Arbeit und dem Leben der Gemeinde, aus der Tätigkeit der Organisationen und Vereine, ein heimatlicher Sportteil, Wissenswertes aus mancherlei Gebieten“, wie Verlag und Schriftleitung auf der Titelseite der ersten Nummer ankündigten.
Die LZ erschien an zwei Tagen pro Woche, dienstags und freitags. Sie kostete anfangs 15 Pfennig im Einzelverkauf. Der Monatsbezugspreis betrug 1,20 DM zuzüglich 0,15 DM Trägerlohn.
Die erste Ausgabe der Langener Zeitung enthielt auch ein Grußwort des Bürgermeisters Wilhelm Umbach. Darin drückte er die Hoffnung aus, „daß damit die Bevölkerung der Stadt Langen und des Dreieichgaues ein Nachrichtenblatt für kulturelle, politische, wirtschaftliche, soziale und sportliche Ereignisse erhält, in dem in freiem demokratischen Gedankenaustausch zum Wohle der Gesamtheit bedeutsame Ereignisse kundgetan werden“. Er bezeichnete die Langener Zeitung als „Fortführung einer fast 100jährigen Tradition, begründet durch das Langener Wochenblatt, den Allgemeinen Anzeiger und den Langener Anzeiger“. Auf diese Tradition berief sich auch der Verlag der Langener Zeitung. Der erste Jahrgang wurde deshalb als „Jahrgang 1/50“ bezeichnet.
Bereits eine Woche später begann ein erster Schritt der Pressekonzentration. Der Verlag des Allgemeinen Anzeigers für Egelsbach, Erzhausen und Wixhausen teilte den Einwohnern von Egelsbach und Umgebung in der Langener Zeitung mit, er wolle die Berichterstattung über dieses Gebiet der Langener Zeitung überlassen: „Wir sind der Auffassung, daß es nicht im Sinn der neu zugestandenen Pressefreiheit sein kann, daß zwei auf das gleiche Ziel ausgerichtete Heimatzeitungen in demselben Bezirk nebeneinander wirken.“
In den folgenden Jahrzehnten ergänzte die Langener Zeitung ihr redaktionelles Angebot um Beilagen für einzelne Orte. Dazu zählten die heimatkundliche Beilage Landschaft Dreieich, die Egelsbacher Nachrichten ab 1969 und das Hainer Wochenblatt ab 1977.
Als Redakteur begleitete Hans Hoffart 24 Jahre lang das lokale Geschehen. Die Stadt Langen ernannte ihn 2010 zum Ehrenbürger.

### 1988 bis 2023
Ende der 1980er-Jahre wurde die Langener Zeitung in die Mediengruppe Offenbach-Post eingegliedert. Anfang 1988 erschien sie noch in der Kühn Verlags KG (Langen). Satz und Herstellung wurden in der Buchdruckerei Kühn KG in der Darmstädter Straße 26 erledigt, gedruckt wurde die Zeitung aber bereits im Druckhaus Bintz in Offenbach. Ab April 1988 wurde die Pressehaus Bintz-Verlag GmbH & Co. KG auch als Verlag genannt.
Der nächste Schritt der Integration in die Mediengruppe Offenbach-Post erfolgte am 28. November 1998. An diesem Tag kam die Langener Zeitung erstmals als Lokalausgabe der Offenbach-Post heraus. Damit änderte sich auch die Erscheinungsweise. Aus dem zweimal pro Woche erscheinenden Blatt (dienstags und freitags) wurde eine Tageszeitung. Die Titelseite unterschied sich nur noch durch den Zeitungskopf und einzelne lokale Elemente von der ersten Seite der Hauptausgabe. Vier Monate später, im März 1999, zogen Redaktion und Anzeigenberater in das Haus Lutherplatz 1–3 um. Durch die personelle Aufstockung waren die Räume in der Darmstädter Straße 26 zu eng geworden. Anfang 2012 wurde die Lokalredaktion West der Offenbach-Post (zuständig für Dreieich und Neu-Isenburg) mit der LZ-Redaktion zusammengelegt. Seit März 2015 befindet sich diese Redaktion im Haus Bahnstraße 11–13.
Im Jahr 2020 erhielt die Redaktion der Langener Zeitung gemeinsam mit zwei Buchhandlungen den Kulturpreis der Stadt Langen.
Seit 2024 ist der Zeitungstitel Langener Zeitung Geschichte. Das Kopfblatt erschien am 30. Dezember 2023 zum letzten Mal. Seither erscheint der Langener Lokalteil unter dem Zeitungskopf der Offenbach-Post.

## Digitalisate
Das Stadtarchiv Langen stellt Digitalisate des Langener Anzeigenblatts und der Langener Zeitung aus den Jahren 1948 bis 1996 als „historisches Zeitungsarchiv“ online bereit. Das letzte digitalisierte Exemplar stammt vom Freitag, 28. Juni 1996. Es handelt sich um die Nummer 52 des – nach Verlagsangaben – 100. Jahrgangs. Der Titel Langener Zeitung trug damals noch die Untertitel Egelsbacher Nachrichten und Hainer Wochenblatt sowie den Zusatz „Amtsverkündungsblatt für Langen und Egelsbach“. Die Redaktionsanschrift war dieselbe wie bei der Gründung nach dem Zweiten Weltkrieg: Darmstädter Straße 26. Als Redaktionsleiter zeichnete Dr. Hermann-Josef Seggewiß verantwortlich, der damalige stellvertretende Chefredakteur der Offenbach-Post. Die Zeitung hatte einen Umfang von 24 Seiten, davon jeweils zwei Seiten Hainer Wochenblatt und Egelsbacher Nachrichten, und kostete im Einzelverkauf 1,20 DM. Der Monatsbezugpreis (dienstags und freitags) betrug 8 DM, für das Hainer Wochenblatt (nur freitags) 4,50 DM.